# 실내 소나타
실내 소나타(sonata da camera)는 교회 소나타에 대립되는 말이며, 현재는 바로크 시대의 모음곡과 같은 뜻으로 쓰는 경우가 많다. 그러나 특히 실내악적인 편성으로 한 것을 말하는 것이 보통이다. 본래 귀족들의 사실(私室)에서 연주하기 위한 곡종으로서, 이탈리아에서 발생하였으며, 춤곡 또는 그와 비슷한 것을 연속시킨 형태를 취한다.